# Островець (Мисліборський повіт)
Островець (пол. Ostrowiec, нім. Wusterwitz) — село в Польщі, у гміні Дембно Мисліборського повіту Західнопоморського воєводства.
Населення — 150 осіб (2011).

## Демографія
Демографічна структура станом на 31 березня 2011 року:
|          | Загалом | Допрацездатний вік | Працездатний вік | Постпрацездатний вік |
| -------- | ------- | ------------------ | ---------------- | -------------------- |
| Чоловіки | 74      | 14                 | 54               | 6                    |
| Жінки    | 76      | 17                 | 47               | 12                   |
| Разом    | 150     | 31                 | 101              | 18                   |